# Větrný mlýn Medůvka
Větrný mlýn Medůvka ve Valašském Meziříčí je replika původního mlýna německého typu, která stojí v městské části Podlesí při cestě pod skalním útvarem Medůvka západně od vrchu Medůvka. Kolem mlýna vede Cyrilometodějská stezka a cyklotrasa 6018.

## Historie
Původní větrný mlýn postavil před rokem 1900 A. Skýpala nedaleko pasekářské usedlosti; jeho půdorys byl 2,5 × 3 metry. Počátkem druhé poloviny 20. století stála stavba již bez technologie a v roce 1964 byl celý mlýn zbořen.
Podle dochovaných historických fotografií postavil roku 2017 nový majitel pozemku repliku původního mlýna a využil technologie z jiných vodních mlýnů. Mlýnské složení pochází z vodního mlýna v Radešicích, hranolový vysévač z Petříkova mlýna pod Týnčany a ostatní části technologie zhotovil František Mikyška.

## Popis
Mlýn stojí na půdorysu o rozměrech 3,5 × 4 metry. Jeho celková výška je 7,5 metru a výška valu od země 5 metrů. Perutě mají průměr 10,5 metru a plně zapéřené mají plochu 21,7 m². Mlýn má jedno obyčejné složení: celé mlecí složení, mlecí kámen, 1 pískovcový kámen, moučnici, násypný koš a hranolový vysévač.